# بيل هاريس بينيت
بيل هاريس بينيت (3 ديسمبر، 1852- 20 يوليو، 1922)، قادت الكفاح من أجل حقوق العلمانية للنساء في الكنيسة الأسقفية الميثودية في الجنوب، وفازت به. كانت الرئيسة المؤسسة لمجلس البعثات النسائية في الكنيسة الميثودية الجنوبية. شمل الكثير من أعمالها جمع التبرعات لتوفير التعليم العالي للحصول على فئة مهنية جديدة من العاملين الاجتماعيين ومنظمي المجتمع في الكنيسة الميثودية الجنوبية في الولايات المتحدة وخارجها. كان الجنوبيون يعتبرون اهتمامها بالدعم التعاوني للأمريكيين من أصل إفريقي والمهاجرين متطرفًا في ذلك الوقت. كانت أيضًا ناشطة داعمة لحق النساء في الاقتراع ومؤيدة للاعتدال.

## بداية حياتها
ولدت إيزابيل «بيل» هاريس بينيت، الابنة الأصغر بين أطفال صموئيل وإليزابيث تشينولت الأحياء الثمانية، في 3 ديسمبر، 1852، في أرض العائلة «هوم لاندس» التي تقع في مقاطعة ماديسون، كنتاكي. كان إخوتها هم: ويليام (1835-1904)، مزارع/خبير مالي)، جون (1837-1903، محامي وعضو مجلس شيوخ الولاية)، جيمس (1839-1908، مزارع/ خبير مالي وناشط مؤيد لحق النساء في الاقتراع تزوج من الناشطة الداعمة لحق النساء في الاقتراع سارة «سالي» كلاي)، وديفيد (1841-1909، طبيب ومصرفي)، وسوزان آن (1843-1891، مبشر وناشط داعم لحق المرأة في الاقتراع)، وولر (1849-1933، مصرفي/ سمسار) وصموئيل الأبن (1858-1913، مصرفي/سمسار).
سميت تيمنًا بجدتها من والدتها إيزابيل هاريس بينيت، زوجة قس كنتاكي الميثودي المتجول، وكانت تستخدم هاريس أو الحرف الأول إتش عند كتابتها لاسمها الكامل. تتبعت نسبها من طرف عائلة والدتها، عائلة تشينولتس، ليتم قبولها في منظمة بنات الثورة الأمريكية وسيدات أمريكا الاستعماريات.
عندما كانت طفلة، كانت تمشي يوميًا إلى مدرسة البلدة المحلية في فوكستاون مع أخيها المفضل وولر. لاحقًا في حياتها، بعد تخرجها من جامعة ييل، استلم وولر إدارة ثروتها الشخصية، ومساعيها الخيرية وساعد في الشؤون المالية لمشاريعها المجتمعية. كانت يذهب جميع أفراد العائلة إلى كنيسة ميثودية جنوبية بنيت على أرض تبرع بها صموئيل بينيت تكريمًا لوالده «الصادق» جون بينيت. كانت كنيسة بروفيدنس أول كنيسة ميثودية في مقاطعة ماديسون، وقد غنت بيل في جوقة الكنيسة وعلمت في مدارس الأحد هناك.
التحقت بيل في سن الحادية عشر بمدرسة الدكتور روبرت بريك الخاصة في ريتشموند، كنتاكي، التي تبعد ستة أميال عن «هوم لاندس»- وكانت تقطع البلدة خلال أشهر فصل الشتاء على ألواح خشبية. التحقت في حينها بمدرسة نازاريث، بالقرب من باردستاون، ثم بمدرسة في كوليج هيل، أوهايو. تلقت تدريبًا صوتيًا في سينسيناتي، أوهايو، حيث كانت تحضر أيضًا المسرح والأوبرا والسيمفونيات والمعارض الفنية.  وصفت صديقتها في المدرسة كيت هيلم، ابنة جين بينجامين هاردين هيلم، بيل في ذلك الوقت بأنها «وسيمة للغاية، وذات شخصية رشيقة وطويلة. كان لديها عينين زرقاوين وشعر أشقر رمادي (بلون غير مألوف وجميل للغاية). كانت بشرتها بيضاء كريمية مع خدود وشفاه وردية- لم يكن هناك أثر لوجود شيء غير طبيعي فيها. هذا الجمال، إلى جانب أسلوبها الرائع في التعبير عن نفسها، جعلها شخصية نادرة. (مقتبس عن مكدونيل، 31) «أمضت بيل فصلين في فرانكفورت، عاصمة ولاية كنتاكي، مع أخيها جون (كان في حينها عضوًا في مجلس الشيوخ)، وأمضت عدة أسابيع في نيو أورلينز في كرنفال ماردي غرا من أجل المحيط الاجتماعي هناك. أمضت صيف عام 1888 بحضور التجمعات في تشوتوكوا، نيويورك حيث قابلت العديد من الناشطات، والباحثات والقادة الدينيين بمن فيهم لوسي رايدر ماير، مؤسسة المدرسة التدريبية في شيكاغو لنساء الكنيسة الميثودية الجنوبية للقيام بالأعمال الخيرية. توفي صموئيل بينيت في عام 1888، وتركت بيل «هوم لاندس» مع والدتها، وأختها الكبرى وشقيقيها الصغيرين للعيش في منزل جديد بنته والدتها في ريتشموند. أدارت المنزل هناك بينما التزمت أختها سوزان «سو» آن بينيت بمبادرات جديدة مع الكنيسة الميثودية الجنوبية. كانت إحدى أكثر أمنيات سو حماسًا هي تنظيم مدرسة تابعة للميثودية في جنوب شرقي كنتاكي- كانت قد درست المنطقة في عام 1886 كجزء من دراستها لقسم الإرشاد الكنسي للمرأة الميثودية الجنوبية، ولم تجد أي كنائس لأي طائفة في العديد من المقاطعات.
ساعد تقريرها في مؤتمر كنتاكي على خلق دور جديد للنساء في قسم الإرشاد الميثودي الجنوبي: جمعية بعثات بيت القسيس والبعثات المنزلية للنساء، بقيادة اثني عشر امرأة في لجنة مركزية. من ناحية ثانية، فإن وفاة سو المفاجئة في عام 1891، أوقفت مؤقتًا تلك الخطط لتأسيس مدرسة ميثودية في شرق كنتاكي. دعت اللجنة المركزية بيل كي تأتي وتأخذ مكان أختها الكبرى سو، وبدأت عندها حياة بيل كقائدة في الكنيسة الميثودية الجنوبية.
في منتصف تسعينيات القرن التاسع عشر، تزوج كل من أخويها وولر وصموئيل الابن وتوفيت والدتها في عام 1897، لذلك ذهبت بيل بعد ذلك لتعيش مع وولر وزوجته، التي هي صديقتها منذ المدرسة ماري بورنام. من ناحية ثانية، نمت قيادتها في الكنيسة بسرعة لدرجة أنها انتقلت واستأجرت غرفةً في فندق محلي. في عام 1903، ذهبت لتعيش مع أخيها جون عندما كان يحتضر، لكنها عادت بعد ذلك إلى فندقها في ريتشموند لأنه أصبح مركزًا مهمًا لنشاطها.